# Margot Zanstra
Margot Zanstra-Wilgenburg (Laren, 22 de enero de 1919 -- Ámsterdam, 12 de mayo de 2010) fue una escultora de los Países Bajos.

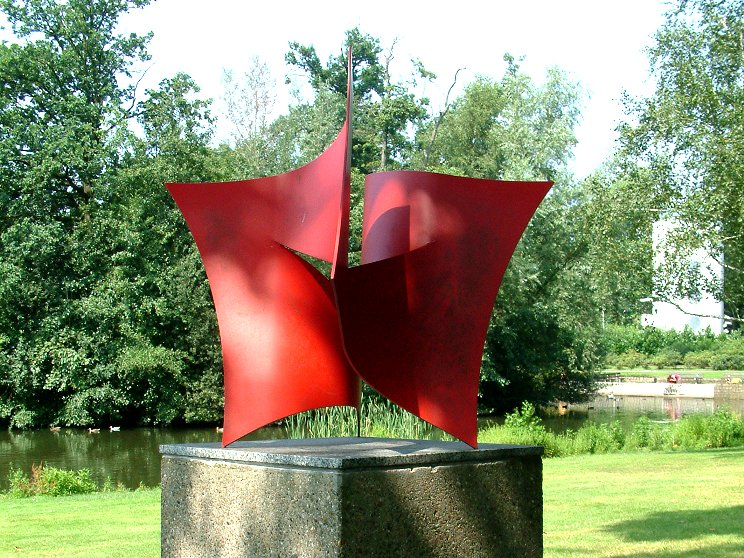
Imagen 1 Dubbel Kwadraat (Cuadrado doble), Eindhoven.

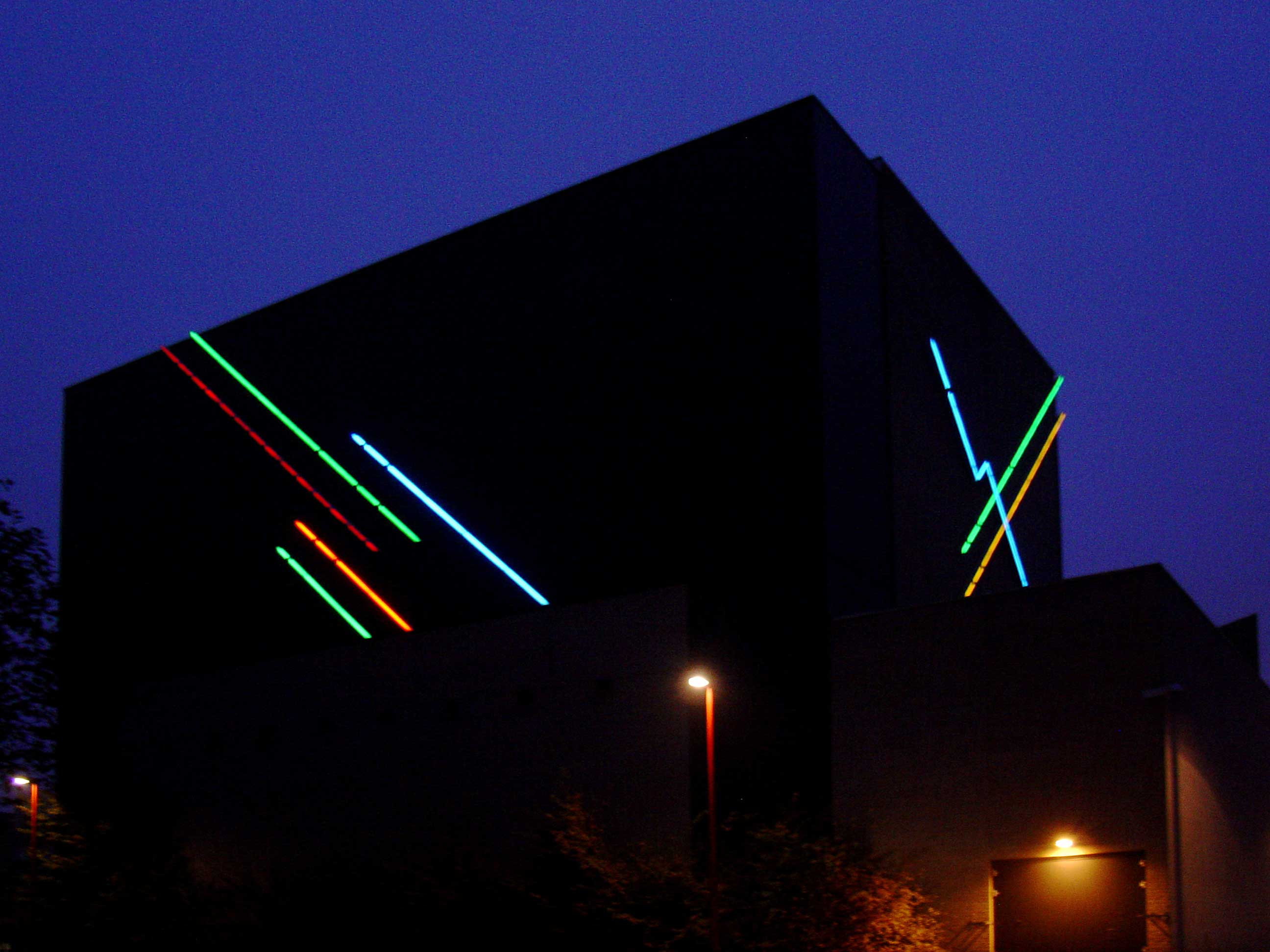
Imagen 2 Sin Título por Margot Zanstra luces de neón en el teatro de Gouda (1993).

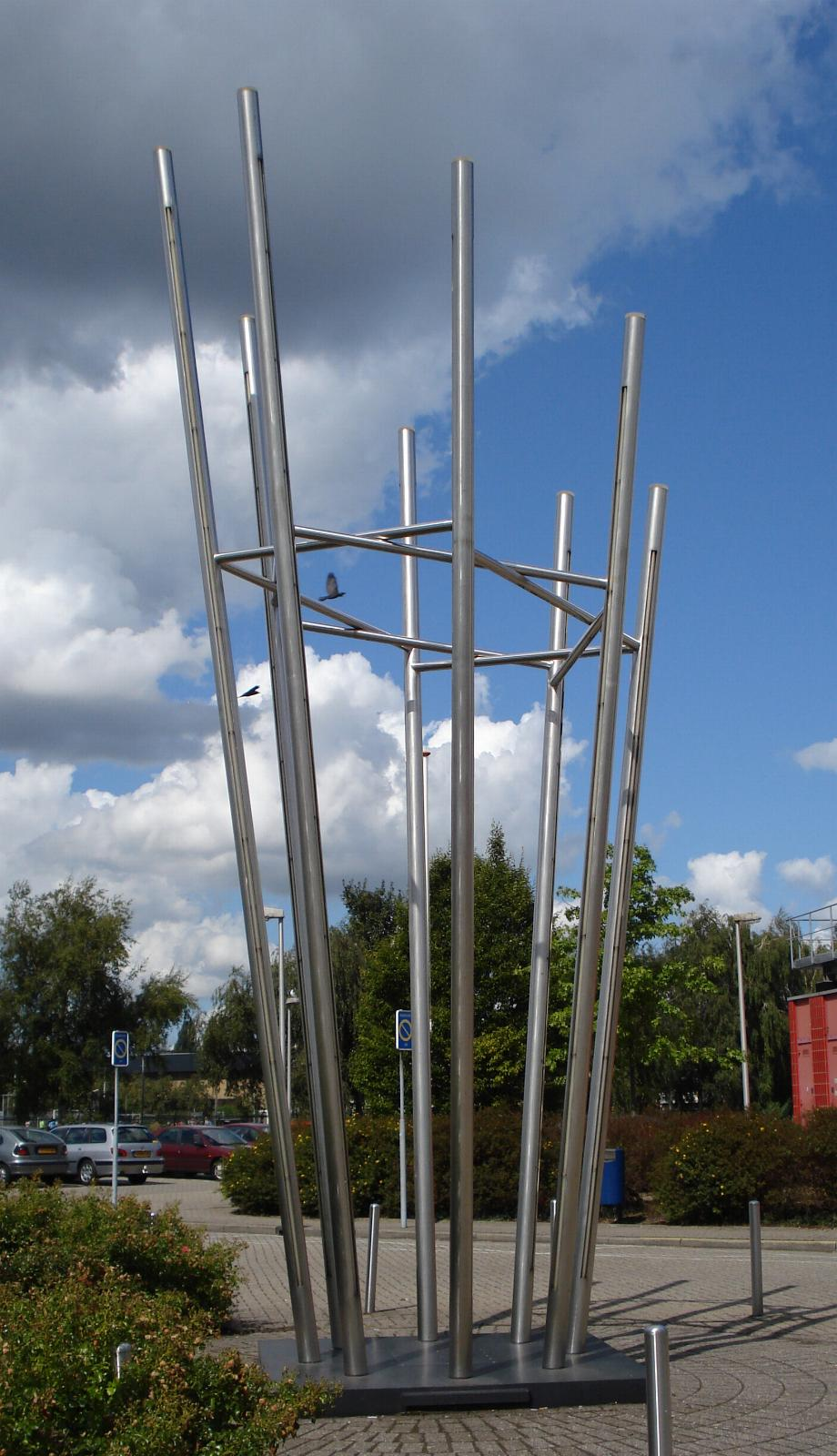
Imagen 3 Exclamations, Capelle aan den IJssel.

## Datos biográficos
Después de una carrera como bailarina y coreógrafa en el Ballet Nacional, desde 1966 se dedicó a las artes plásticas. Ganó experiencia con el escultor Pieter Starreveld. Su trabajo se muestra mucho más inspirado cuando aborda figuras geométricas con un fuerte ritmo y equilibrio. En el teatro de Gouda trazó un diseño aerodinámico, controlado por ordenador con luces de neón de colores cambiantes (ver foto).
En 2001 presentó una exposición de esculturas al aire libre en la vromans gallery of contemporary art en Groninga.
Zanstra estaba casada con el arquitecto Piet Zanstra, fallecido en 2003.
Entre julio y septiembre de 2005 presentó sus esculturas en una exposición colectiva, repitiendo en la Galería de la Fundación Vromans
También ha colaborado con Floris Brasser presentando sus esculturas de forma conjunta, para evidenciar el contraste de las obras. A una de las instalaciones se le llamó Duet 9 :'Pas de deux' tussen contrasten.

## Obras
Realiza pequeños modelos a escala, para coleccionistas privados y grandes piezas para el espacio público.
Entre las mejores y más conocidas obras en espacios públicos de Margot Zanstra se incluyen las siguientes:
- Sin Título o título desconocido -(1971) Róterdam (Imagen 4.).

- Cuadrado Doble (Dubbel kwadraat) - (1980) acero, Eindhoven (Imagen 1.).

- Esculturas Espaciales (Ruimtelijke sculpturen)- (1980) Zoetermeer

- Sin Título - (1980) Purmerend

- Duplicación Triangular  (Triangular Duplication) Zwijndrecht (1986-1996)[5] Existe una segunda versión en California[6]

- Turbulencia (Turbulence)- (1987) Utsukushi gahara Museo al Aire Libre en Japón . Acero. 4,2 metros de altura. Presentada en la Exposición de la 5ª convocatoria del premio Henry Moore (2º premio especial)[6]

- Escultura roja de acero  (Steel Sculpture in Red) (1988) Fundación Cultural del Municipio de Copenhague[7]

- La conexión  (De verbinding) (1989) en el parque Rekerhout de Alkmaar 52°39′13.75″N 4°45′23″E / 52.6538194, 4.75639 (Imagen 6.).

- El hogar del fantasma  (Ghostdwelling)(1991) Con la que ganó el Premio Henry Moore

- Sin Título (de neón) - Schouwburg (1993) Gouda (Imagen 2.).

- Coated Steel (1994)  Helmond[8]

- Computer Waste Bin, (1995) colección FEIT[9]

- Turbulencia (Turbulentie)- (1995) Technische Universiteit Eindhoven[10]

- La reunión (De ontmoeting) - (1997) Groesbeek

- Exclamaciones (Exclamations)- Hospital IJsselland de Capelle aan den IJssel (2001) (Imagen 3.).

- Interwiner III, (2006) acero[11]

- Coreografía en acero (Choreografie in staal)- 16 metros de altura, Ámsterdam[6]

- Objeto, en La Haya (Imagen 5.).

- Escultura, girando en el viento  (Sculptuur, draaiend in de wind) acero inoxidable[6]

Imagen 4. Róterdam (imagen de 2008)
Imagen 5. Objeto, en La Haya (imagen de 2009)
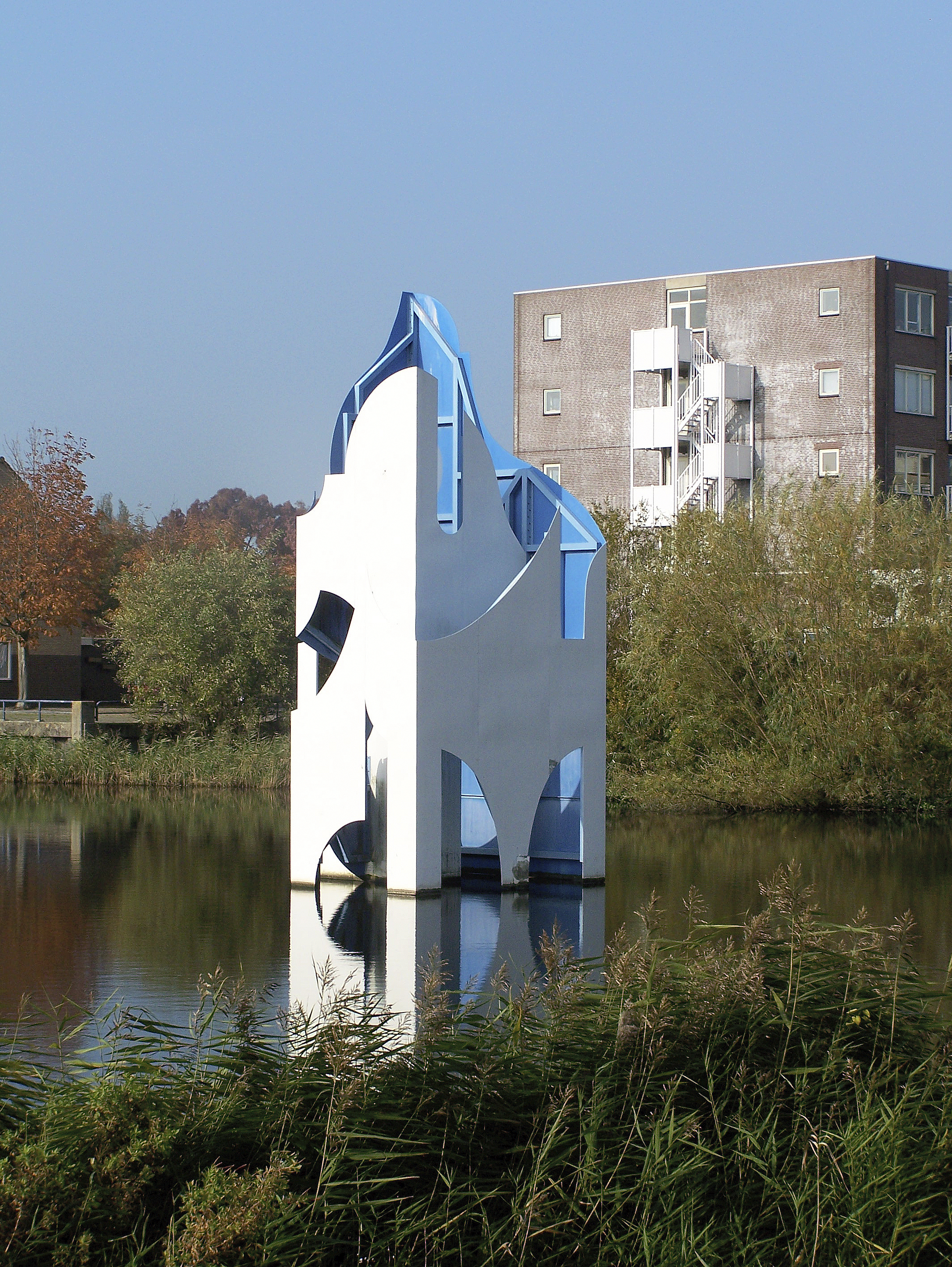
Imagen 6. De verbinding (la conexión) (1989)parque Rekerhout de Alkmaar

## Premios
- El Premio Henry Moore (1991) con la obra Ghostdwelling